# Corethrella marksae
Corethrella marksae är en tvåvingeart som beskrevs av Donald Henry Colless 1986. Corethrella marksae ingår i släktet Corethrella och familjen Corethrellidae. Inga underarter finns listade i Catalogue of Life.